# Waldemar Deluga
Waldemar Józef Deluga (ur. 1961) – profesor nauk humanistycznych, historyk sztuki, bizantynolog. 

## Życiorys
Absolwent historii sztuki KUL. Pracował jako kustosz Muzeum Narodowego w Warszawie oraz jako wykładowca na Uniwersytecie Gdańskim i w Instytucie Historii Sztuki Uniwersytetu Kardynała Stefana Wyszyńskiego w Warszawie. Od roku 2018 pracuje na Uniwersytecie Ostrawskim. Zajmuje się m.in. historią grafiki. Prowadzi prace inwentaryzacyjne grafiki polskiej w kolekcji British Museum. Współwydawca Series Byzantina oraz przewodniczący rady naukowej Art of the Orient.
W latach 2014–2021 był wiceprezesem Polskiego Instytutu Studiów nad Sztuką Świata.
W 2018 został odznaczony Srebrnym Medalem „Zasłużony Kulturze Gloria Artis”.

## Wybrane publikacje
- Grafika z kręgu Cerkwi prawosławnej i Kościoła greckokatolickiego. Katalog wystawy w Muzeum Okręgowym w Chełmie, Chełm 1993.
- Mistrzowie grafiki niderlandzkiej XV i XVI wieku. Katalog wystawy w Muzeum Okręgowym w Chełmie, Chełm 1995.
- (współautor: Andrzej Kaszlej) Sztuka iluminacji i grafiki cerkiewnej. Katalog wystawy, Biblioteka Narodowa październik- listopad, Warszawa 1996.
- (współautor: Krystyną Mart i Piotr Kondraciuk) Sztuka i liturgia Kościoła greckokatolickiego w 400. Rocznicę Unii Brzeskiej. Katalog Wystawy, Chełm - Zamość 1996.
- Einblattdrucke aus dem 15. Jahrhundert in der Nationalbibliothek in Prag, Prag 2000.
- Malarstwo i grafika cerkiewna w dawnej Rzeczypospolitej, Gdańsk 2000.
- Grafika z kręgu Ławry Pieczarskiej i Akademii Mohylańskiej, Kraków 2003.
- (redakcja, wstęp i opracowanie części haseł) Katalog XV- wiecznych rycin z kolekcji polskich, Kraków 2005
- Panagiotafitika. Greckie ikony i grafika cerkiewna, Kraków 2008.
- (redakcja naukowa, wstęp i opracowanie części haseł) Ars Armeniaca. Sztuka ormiańska ze zbiorów polskich i ukraińskich, Zamość 2010